# Roblin (circonscription électorale)
Pour les articles homonymes, voir Roblin.
Circonscription électorale provinciale du Canada
Roblin est une circonscription électorale provinciale du Manitoba (Canada). La circonscription a été représentée à l'Assemblée législative de 1914 à 1981 et depuis 2019.

## Liste des députés
| Roblin                                         | Roblin                                         | Roblin                                         | Roblin                                         | Roblin                                         | Roblin                                         |
| Nom                                            | Nom                                            | Parti                                          | Mandat                                         | Législature                                    |                                                |
| Circonscription issue de Russell et Swan River | Circonscription issue de Russell et Swan River | Circonscription issue de Russell et Swan River | Circonscription issue de Russell et Swan River | Circonscription issue de Russell et Swan River | Circonscription issue de Russell et Swan River |
| ---------------------------------------------- | ---------------------------------------------- | ---------------------------------------------- | ---------------------------------------------- | ---------------------------------------------- | ---------------------------------------------- |
|                                                | Frederic Newton                                | Conservateur                                   | 1914 - 1915                                    | 14e                                            |                                                |
|                                                | Frederic Newton                                | Conservateur                                   | 1915 - 1917                                    | 15e                                            |                                                |
|                                                | William Westwood                               | Indépendant-libéral                            | 1917 - 1920                                    | 15e                                            |                                                |
|                                                | Henry Robson Richardson                        | Farmer                                         | 1920 - 1922                                    | 16e                                            |                                                |
|                                                | Frederic Newton (2)                            | Conservateur                                   | 1922 - 1927                                    | 17e                                            |                                                |
|                                                | Frederic Newton (2)                            | Conservateur                                   | 1927 - 1932                                    | 18e                                            |                                                |
|                                                | William Westwood (2)                           | Libéral-progressiste                           | 1932 - 1936                                    | 19e                                            |                                                |
|                                                | Sydney Ernest Rogers (2)                       | Créditiste                                     | 1936 - 1940                                    | 20e                                            |                                                |
|                                                | Sydney Ernest Rogers (2)                       | Créditiste (Coalition)                         | 1940 - 1941                                    | 20e                                            |                                                |
|                                                | Sydney Ernest Rogers (2)                       | Créditiste (Coalition)                         | 1941 - 1945                                    | 21e                                            |                                                |
|                                                | Robert Robertson                               | Indépendant (Coalition)                        | 1945 - 1949                                    | 22e                                            |                                                |
|                                                | Robert Robertson                               | Indépendant (Coalition)                        | 1949 - 1950                                    | 23e                                            |                                                |
|                                                | Robert Robertson                               | Libéral-progressiste                           | 1950 - 1953                                    | 23e                                            |                                                |
|                                                | Robert Robertson                               | Libéral-progressiste                           | 1953 - 1958                                    | 24e                                            |                                                |
|                                                | Keith Alexander                                | Progressiste-conservateur                      | 1958 - 1959                                    | 25e                                            |                                                |
|                                                | Keith Alexander                                | Progressiste-conservateur                      | 1959 - 1962                                    | 26e                                            |                                                |
|                                                | Keith Alexander                                | Progressiste-conservateur                      | 1962 - 1966                                    | 27e                                            |                                                |
|                                                | Wally McKenzie                                 | Progressiste-conservateur                      | 1966 - 1969                                    | 28e                                            |                                                |
|                                                | Wally McKenzie                                 | Progressiste-conservateur                      | 1969 - 1973                                    | 29e                                            |                                                |
|                                                | Wally McKenzie                                 | Progressiste-conservateur                      | 1973 - 1977                                    | 30e                                            |                                                |
|                                                | Wally McKenzie                                 | Progressiste-conservateur                      | 1977 - 1981                                    | 31e                                            |                                                |
| Circonscription incorporée à Roblin-Russell    |                                                |                                                |                                                |                                                |                                                |
| Circonscription issue de Charleswood et Morris |                                                |                                                |                                                |                                                |                                                |
|                                                | Myrna Driedger                                 | Progressiste-conservateur                      | 2019 - 2023                                    | 42e                                            |                                                |
|                                                | Kathleen Cook (en)                             | Progressiste-conservateur                      | 2023 - présent                                 | 43e                                            |                                                |